# Chrysocraspeda heterora
Chrysocraspeda heterora là một loài bướm đêm trong họ Geometridae.